# Albert Bauer (Historiker)
Albert Bauer (* 23. Juni oder 2. Juli oder 5. Juli 1894 in Riga; † 17. Juli 1961 in Tübingen) war ein deutscher Historiker und Bibliothekar.

Der Sohn eines Oberschullehrers besuchte die Gymnasien in Pernau und von 1910 bis 1911 in Mitau. Anschließend studierte er an der Kaiserlichen Universität Dorpat und in Riga Geschichte. Von 1916 bis 1918 leistete er Wehrdienst als russischer Offizier. Im Jahre 1922 legte er die lettische Staatsprüfung ab. Von 1923 bis 1925 vertiefte er sein Geschichtsstudium an der Universität Tübingen. Dort wurde er bei Johannes Haller mit der Arbeit Gau und Grafschaft in Schwaben promoviert. Von 1925 bis 1933 lehrte er als Dozent an der Herder-Hochschule Riga deutsche Geschichte und Hilfswissenschaften. Seit 1933 war er als Nachfolger von Nicolaus Busch zweiter Direktor der Wissenschaftlichen Rigaer Stadtbibliothek. Durch den Staatsstreich vom 15. Mai 1934 in Lettland verlor Bauer als Deutscher wieder seinen Posten. Im Jahre 1935 heiratete er eine Bibliothekarin. Bauer übernahm die Leitung der Bibliothek der Gesellschaft für Geschichte und Altertum in Riga. Im Jahre 1941 wurde er zur Wehrmacht eingezogen. Er wurde von 1941 bis 1945 als Dolmetscher für Russisch eingesetzt. Bauer geriet 1945/46 in französische Kriegsgefangenschaft. Von 1946 bis 1951 fand er eine Anstellung als Bibliothekar und Lehrer in Neuendettelsau in Mittelfranken. Von 1956 bis 1960 bearbeitete er den Historischen Atlas von Baden-Württemberg, ein Grundlagenwerk zur geschichtlichen Landeskunde Südwestdeutschlands. Außerdem arbeitete Bauer an einer Neuausgabe einer lateinisch-deutschen Edition der „Geschichtsschreiber der Ottonenzeit“. Die Ausgabe von Quellenwerken der Ottonenzeit konnte er nicht mehr ganz vollenden. Bauer war Mitglied der Baltischen Historischen Kommission.
Seine Arbeitsschwerpunkte waren die baltische und württembergische Geschichte. Im Jahre 1939 vollendete er eine Edition der „Kurländischen Güterurkunden (1200–1500)“. Bauer gab die sozialgeschichtlich bedeutende Wartgutsteuerliste der Komturei Goldingen für die Jahre 1355–1362 heraus. Bauer erarbeitete mit Leonid Arbusow eine Neuausgabe der Livländischen Chronik Heinrichs von Lettland für die Monumenta Germaniae Historica, die 1955 erscheinen konnte. Im Jahre 1959 wurde diese Edition von Bauer durch eine doppelsprachige Ausgabe ergänzt. Entgegen der Behauptung lettischer Historiker konnte Bauer nachweisen, dass Heinrich aus der Gegend von Magdeburg stammt und nicht lettischer Herkunft war.

## Schriften
- Livländische Chronik = Chronicon Livoniae. Hahn, Hannover 1955 (Digitalisat).
- Gau und Grafschaft in Schwaben. Ein Beitrag zur Verfassungsgeschichte der Alamannen (= Darstellungen aus der württembergischen Geschichte. Bd. 17). Kohlhammer, Stuttgart 1927.